# Poursiugues (Pyrénées-Atlantiques)
Pour les articles homonymes, voir Poursiugues.
Poursiugues est une ancienne commune française du département des Pyrénées-Atlantiques. Le 14 juin 1841, la commune fusionne avec Boucoue pour former la nouvelle commune de Poursiugues-Boucoue.

## Géographie
Poursuigues est situé au nord-est du département, au nord du Béarn et de la ville de Pau, éloignée de vingt kilomètres.

## Toponymie
Son nom béarnais est Porsiuvas.
Le toponyme Poursiugues apparaît sous la forme 
Poursiubes en 1793 (ou an II) et en 1801 (Bulletin des lois).

## Histoire
La paroisse de Poursuigues faisait partie de la subdélégation de Saint-Sever (Landes).

## Démographie
| 1793 | 1800 | 1806 | 1821 | 1831 | 1836 |
| ---- | ---- | ---- | ---- | ---- | ---- |
| 252  | 238  | -    | 281  | 280  | 255  |

## Pour approfondir